# Vicente Pertegaz Martínez
Vicente Eugenio Pertegaz Martínez (Bétera, 1 de novembre de 1909-València, 30 d'agost de 2002) va ser un docent i traductor valencià.

## Biografia
Nascut a Bétera l'1 de novembre de 1909, va fer estudis de magisteri. Arribaria a exercir la docència com a professor nacional, al mateix temps que va desenvolupar una intensa activitat en la Federació de Treballadors de l'Ensenyament (FETE) de la UGT. També es va afiliar del Partit Comunista d'Espanya (PCE). Després de l'esclat de la Guerra civil es va unir a les milícies republicanes, arribant a formar part de l'anomenat «Cinquè Regiment». Durant el transcurs de la contesa va exercir com a comandant de la 99a Brigada Mixta i, posteriorment, de la 9a Divisió. Al final de la guerra es va exiliar en la Unió Soviètica al costat d'altres polítics comunistes.
A la seva arribada a l'URSS es va instal·lar a Moscou, on treballaria com a professor d'espanyol en l'Institut d'Idiomes de la capital soviètica. En 1941, després de la invasió alemanya de la Unió Soviètica es va traslladar a la ciutat d'Ufa, on treballaria com a traductor per a la Komintern. Entre 1948 i 1969 va treballar com a traductor espanyol per a Sovexportfilm, empresa estatal soviètica encarregada de la importació i exportació de pel·lícules. Es va jubilar en 1969, traslladant-se en 1974 a la ciutat de Sukhumi.
Va tornar a Espanya en 1984, va residir a València fins a la seva defunció el 30 d'agost de 2002.